# Felipe (ur. 1984)
Felipe Dias da Silva dal Belo (ur. 31 sierpnia 1984 w Guaratinguecie) – brazylijski piłkarz występujący na pozycji obrońcy we włoskim klubie SPAL. Posiada także obywatelstwo włoskie.

## Kariera
Felipe Dias da Silva dal Belo zawodową karierę rozpoczynał w 2002 roku w Udinese Calcio. W Serie A zadebiutował 6 kwietnia 2003 roku w przegranym 3:0 pojedynku z Chievo Werona. W pierwszym sezonie występów na Stadio Friuli Felipe wystąpił tylko w 4 ligowych spotkaniach, jednak z czasem grywał coraz częściej. W rozgrywkach 2003/2004 na boisku pojawił się 16 razy, a w kolejnych sezonach był już podstawowym zawodnikiem swojej drużyny. 14 września 2005 roku w wygranym 3:0 meczu z Panathinaikosem Ateny brazylijski gracz zadebiutował w Lidze Mistrzów. Dzięki dobrym występom zarówno w Serie A jak i Champions League, w 2006 roku chęć pozyskania Brazylijczyka wyraził Juventus F.C.. Działacze Udinese zażądały za swojego piłkarza siedmiu milionów euro i do transferu ostatecznie nie doszło.
W lutym 2008 roku Felipe podpisał ze swoim klubem nowy kontrakt, który ma obowiązywać do 2012 roku. Sezon 2008/2009 brazylijski piłkarz rozpoczął jednak jako rezerwowy i rundzie jesiennej rozegrał tylko jedno spotkanie. W rundzie wiosennej wystąpił już jednak w 15 ligowych pojedynkach (wszystkich w podstawowym składzie) i strzelił 2 gole – w zremisowanych spotkaniach z Romą (1:1) i Sampdorią (2:2).
W styczniu 2010 roku Felipe został wypożyczony do Fiorentiny do końca sezonu 2009/2010.